# Oscar S. Gifford

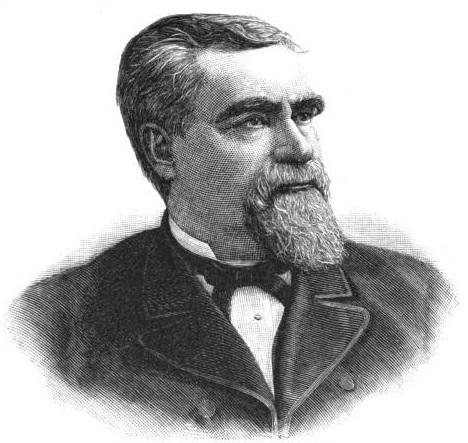
Oscar S. Gifford

Oscar Sherman Gifford (* 20. Oktober 1842 in Watertown, Jefferson County, New York; † 16. Januar 1913 in Canton, South Dakota) war ein US-amerikanischer Politiker. Zwischen 1885 und 1889 vertrat er als Delegierter das Dakota-Territorium im US-Repräsentantenhaus und von 1889 bis 1891 war er Kongressabgeordneter für den zweiten Wahlbezirk des Staates South Dakota.

## Frühe Jahre
Oscar Gifford zog mit seinen Eltern nach Wisconsin und dann 1853 in das Brown County in Illinois. Er besuchte die öffentlichen Schulen in diesen beiden Staaten. Zwischen 1863 und 1865 nahm er als Soldat der Armee der Union am Bürgerkrieg teil. Nach dem Krieg studierte er Jura und wurde 1871 als Rechtsanwalt zugelassen. Danach begann er in Canton im Dakota-Territorium in seinem neuen Beruf zu arbeiten.

## Politischer Aufstieg in den Kongress
Gifford wurde Mitglied der Republikanischen Partei. Im Jahr 1874 wurde er Bezirksstaatsanwalt im Lincoln County. Zwischen 1881 und 1882 war er Bürgermeister von Canton. 1883 war er Delegierter auf der verfassungsgebenden Versammlung des zukünftigen Staates South Dakota, die in Sioux Falls tagte. Bei den Kongresswahlen des Jahres 1884 wurde Gifford als Kandidat seiner Partei zum Nachfolger von John B. Raymond im US-Repräsentantenhaus gewählt. Dort vertrat er als Delegierter zwischen dem 4. März 1885 und dem 3. März 1889 für zwei Legislaturperioden die Interessen des Dakota-Territoriums.
Im Jahr 1889 wurde dieses Territorium aufgelöst und die heutigen Staaten North Dakota und South Dakota geschaffen. Bei den ersten Kongresswahlen in South Dakota wurde Oscar Gifford als Abgeordneter des zweiten Wahlbezirks dieses Staates in den US-Kongress gewählt. Zwischen dem 2. November 1889 und dem 3. März 1891 war er als Abgeordneter stimmberechtigtes Mitglied im US-Repräsentantenhaus, während er als Delegierter zuvor dort kein Stimmrecht hatte.
Nach dem Ende seiner Zeit im Kongress arbeitete Gifford in Canton als Rechtsanwalt. Dort ist er am 16. Januar 1913 auch verstorben.